# 안성 석남사 대웅전
안성 석남사 대웅전(安城 石南寺 大雄殿)은 대한민국 경기도 안성시 금광면 상중리, 석남사에 있는 조선시대의 대웅전이다. 1981년 7월 16일 경기도의 유형문화재 제108호로 지정되었다.

## 개요
석남사는 신라 문무왕 20년(680)에 석선이 세우고 고려 광종 4년(953)에 혜거국사가 다시 지었다. 임진왜란(1592) 때 불에 타 없어졌으나 화덕이 다시 지어 오늘에 이르고 있다.
석남사 대웅전은 절의 중심에 있는 것으로 석가모니를 모시는 법당이다. 영조 1년(1725)에 해원선사가 대웅전과 영산전의 기와를 갈았다고 전해지고 있으며「雍正 四(三)年 乙巳 三月日 造成」이라고 쓰여진 대웅전 숫기와가 발견되어 1725년에 대웅전이 지어졌음을 알 수 있다. 1978년에 영산전 앞에 있었던 것을 현 위치로 옮겼다.
앞면 3칸·옆면 3칸으로 1층이며, 옆면이 사람 인(人)자 모양인 맞배집이다. 기둥 위에서 지붕 처마를 받치는 공포가 기둥 위와 기둥 사이에도 있는 다포계 양식의 건물이다. 건물의 모서리를 장식한 공포로 보아 원래 지붕은 옆면이 여덟 팔(八)자 모양인 팔작지붕이었으나, 후에 맞배지붕으로 고쳐진 것으로 추정된다. 내부에는 중앙에 불단이 설치되어 있고 삼존불을 모시고 있다. 그 위에 보기 드문 2층의 닫집이 있다.

## 같이 보기
- 석남사

## 참고 자료
- 석남사대웅전 - 국가유산청 국가유산포털